# BeppoSax
BeppoSax (eerder SAX geheten) was een Italiaans-Nederlandse satelliet voor röntgensterrenkunde, die na lancering op 30 april 1996 functioneerde tot 30 april 2002. BeppoSAX was de eerste satelliet die sterrenkundige objecten over een breed spectrum van 0,1 tot 300 keV kon waarnemen. De eerste optisch bruikbare posities van gamma-ray bursts met boogminuutprecisie werden met BeppoSax verkregen.

## Naam
De naam BeppoSAX komt van Beppo (=Jopie) ter ere van de Italiaanse kernfysicus en pionier Giuseppe "Beppo" Occhialini, en SAX (Satellite per Astronomia X, Italiaans voor Satelliet voor röntgensterrenkunde).

## Lancering en grondstations
BeppoSAX werd met een Atlas I op 30 april 1996 om 4:31 GMT van Cape Canaveral Lanceerplatform 36B gelanceerd in een baan op 600 km hoogte met een inclinatie van 3,9 graden met de evenaar.
Het grondstation was gevestigd in de badplaats Malindi in Kenia. Het hoofdstation met Operation Control Center en Science Data Center zetelde in Rome. Op 20 april 2002 werden de operaties gestaakt vanwege de steeds lagere baan. Maar een deel van de instrumenten werden de laatste maanden nog gebruikt (MECS, PDS en WFC). BeppoSAX verbrandde een jaar later in de atmosfeer en de berekende inslag van brokstukken op aarde was op 29 april 2003.

## Karakteristiek
- massa: 1350 kg
- afmetingen: 3,6 m lang, doorsnee 2,7 m
- vermogen zonnepanelen: 3 kW / 800 W
- geleverde data per baan van 97 minuten: ongeveer 1 GB
- contact met grondstation: 11 minuten per baan
- levensduur: gepland twee jaar, werd zes jaar.

## Instrumenten
BeppoSAX bevatte vijf typen instrumenten:
- Low Energy Concentrator Spectrometer, LECS (energiebereik 0,1 - 10 keV)
- Medium Energy Concentrator, MECS (1,3 - 10 keV)
- Phoswich Detector System, PDS (15 - 300 keV)
- High Pressure Gas Scinitillation Proportional Counter, HGSPC (4 - 120 keV)
- Wide Field Camera, WFC (1,8 - 30 keV), in tweevoud met tegengestelde kijkrichting haaks op de andere instrumenten.

De eerste vier hadden een beperkt blikveld (0,5 - 1,3 graden bij half maximum) en heten daarom Narrow Field Instruments. De twee Wide Field Camera's hadden een ongekend groot gezichtsveld van 40 bij 40 graden (20 x 20 bij half maximum) en vormden de Nederlandse bijdrage van SRON.

## Bijdragen
De satelliet was een initiatief van Italië dat samenwerkte met het Nederlandse NIVR. De Agenzia Spaziale Italiana bracht de instrumenten MECS, PDS en HPSPC in. Nederland bracht de WFCs ontwikkeld door SRON-Utrecht in en het standregelsysteem door NLR (Nederlands Lucht- en Ruimtevaartcentrum). De Europese ruimtevaartorganisatie ESA leverde het LECS-instrument. 
Bedrijven die bijdroegen waren de Italiaanse Alenia Spazio en Telespazio en het Nederlandse Fokker Space.

## Resultaten
- Tot maart 2002 waren er al ongeveer 1500 wetenschappelijke publicaties over waarnemingen met BeppoSAX verschenen.
- 54 gammaflitsen (Gamma-Ray Bursts, GRBs) werden met BeppoSAX gelokaliseerd, te beginnen met 
  - GRB960720, de eerste gammaflits waarvan de positie met boogminuut precisie kon worden bepaald
  - GRB970228, de eerste gammaflits waarvan het nagloeien in zichtbaar licht en radiostraling werd waargenomen.
- vele nieuwe variabele röntgenbronnen werden met de WFCs opgespoord. Bovendien werden voor het eerst zeldzame superflitsen (langdurige röntgenuitbarstingen) waargenomen van neutronensterren.